# اوکتیابرسکی (شهرستان سویتسکی، سرزمین آلتای)
اوکتیابرسکی (به لاتین: Oktyabrsky) یک منطقهٔ مسکونی در روسیه است که در سرزمین آلتای واقع شده‌است.